# William Ramsay, 6. Earl of Dalhousie
William Ramsay, 6. Earl of Dalhousie (getauft 2. Dezember 1660; † 8. Dezember 1739 in Dalkeith) war ein schottisch-britischer Adliger und Offizier.

## Leben
Er war der Sohn von Hon. John Ramsay und wurde am 2. Dezember 1660 in Dundee getauft. Sein Vater war ein jüngerer Sohn des George Ramsay, 2. Earl of Dalhousie. Seine Mutter stammte aus der Familie Sinclair, Gutsherren von Whitekirk in East Lothian.
Er diente als Offizier in der schottischen und ab 1707 in der britischen Armee und erreichte dort den Rang eines Captains.
Um 1700 heiratete er in erster Ehe Hon. Jean Ross, Tochter des William Ross, 10. Lord Ross, aus dessen zweiter Ehe mit Margaret Forrester. Aus dieser Ehe ging ein Sohn, George Ramsay, Lord Ramsay († 1739), hervor. In zweiter Ehe heiratete er Janet Martin.
Da Ramsays Neffe zweiten Grades, William Ramsay, 5. Earl of Dalhousie unverheiratet und kinderlos starb, erbte Ramsay bei dessen Tod im Oktober 1710 dessen Adelstitel als Earl of Dalhousie.
Da Ramsay seinen Sohn George um ein halbes Jahr überlebte, fielen seine Adelstitel 1739 an dessen ältesten Sohn Charles.